# Gouryella
Gouryella é um projeto de trance que juntou Ferry Corsten, Tiësto e posteriormente, John Ewbank. Atualmente o projeto conta apenas com Ferry Corsten.
A palavra Gouryella significa céu em linguagem aborígena. O projeto é estrondosamente conhecido pelos seus dois primeiros lançamentos, Gouryella e Walhalla, em Maio e Setembro de 1999, respectivamente. As duas faixas são consideradas dois clássicos do trance. Muitos ouvintes do Trance Music consideram "Gouryella" o melhor projeto de Trance já feito. Todos os singles lançados por eles tiveram um videoclip, à excepção de Walhalla.

## Biografia
Em 1999, os bem-sucedidos holandeses  Tiësto e Ferry Corsten juntaram-se para criar este projeto de trance. Para mostrar bem o seu enorme sucesso, houve 20 lançamentos de CDs separados dos 4 singles dos Gouryella em 9 editoras diferentes. 
O projeto Gouryella é conhecido por ter lançado 6 faixas: Gouryella, Gorella, Walhalla, In Walhalla, Tenshi e Ligaya. No entanto, Gorella e In Walhalla são B-Sides que poderão apenas ser encontrados nos CDs que se lançaram nos mercados alemão e holandês. 
Nos finais de 2000, Tiësto decidiu abandonar o projecto para se dedicar na sua carreira a solo e Ferry escreveu Ligaya, lançada em 2002, sozinho.
O primeiro single, Gouryella, lançado em Maio de 1999, teve, talvez, o maior sucesso de todos os singles e o CDM (CD Maxi-Single) contou com remixes de Gigilo e Armin van Buuren. Walhalla, lançado em Setembro do mesmo ano, também contava com remixes de Armin van Buuren e Hybrid. 
O lançamento de Tenshi em Outubro de 2000 mostra um lado diferente dos Gouryella, mais longe do "euphoric hardcore" evidenciado por Gouryella e Walhalla, o que, segundo alguns fãs, representou a crescente influência de Tiësto no projecto. Contudo, um estonteante remix de Transa tornou a faixa um clássico. O CDM de Tenshi contém remixes de Transa, ATB, Mark Moon, Ratty (Scooter) e Ronald Klinkenberg.
Ferry produziu, já sem Tiësto, Ligaya, lançada em 2002, continha, ao contrário dos singles anteriores, vocais, de Patty Gaddum. Os autores dos remixes foram Paul van Dyk, Green Court, Airbase, Hiver & Hammer, Yoji Biomehanika, Walt (estes dois últimos num estilo mais hardstyle trance), para além do próprio Ferry Corsten. 
Para além do projecto Gouryella, os mesmos autores, Ferry Corsten e DJ Tiësto lançaram também um single, We Came, sob o nome de Vimana. Este single contém um B-Side, Dreamtime. No entanto, estas faixas não têm o estilo "hardcore euphoric", mais próprio dos Gouryella. 
Atualmente o projeto Gouryella retomou suas atividades contando apenas com a participação de Ferry Corsten. 

## Singles
- Gouryella/Gorella (Maio de 1999)
- Walhalla/In Walhalla (24 de Setembro de 1999)
- Tenshi (16 de Setembro de 2000)
- Ligaya (2002), produzida por Ferry Corsten e co-produzida por John Ewbank, Tiësto já não participou.

- Anahera (26 de maio de 2015),produzia por Ferry Corsten.
- Neba (2016), Ferry Corsten.

## Curiosidades
- Pesquisas recentes indicaram que os ouvintes do Trance Music consideram "Gouryella - Ligaya", juntamente com a faixa  "John O'Callaghan & Bryan Kearney - Exactly", os dois melhores uplifting trance de todos os tempos.